# 디멘시아 13 (2017년 영화)
디멘시아 13(Dementia 13)은 미국에서 제작된 리차드 르메이 감독의 2017년 공포 영화이다. 스티브 포리티스 등이 주연으로 출연하였다.

## 출연
- 애나 이사벨
- 스티브 포리티스
- 크리스천 라이언